# Insulele Bermude
Insulele Bermude, cunoscute mai ales ca Bermuda, sunt un arhipelag situat în Oceanul Atlantic, constituind un teritoriu  autonom din Regatul Unit. Bermuda este situată la aproximativ 1,035 km sud-est de Cape Hatteras, North Carolina; 1,236 km sud de Cape Sable Island, Nova Scotia; 1,759 km nord-est de Cuba; și 1,528 km nord de British Virgin Islands. Deși în general referirea la aceste insule se face la singular, Bermuda este alcătuită din 181 de insule; cea mai mare dintre ele fiind Insula Principală. Capitala sa este orașul Hamilton. Forma de conducere  internă a Bermudei este una de autoguvernare, cu propria constituție și un cabinet de miniștri selectați de către membri unei clase mai joase a Parlamentului, care promulgă legi locale. Ca guvernare națională, Guvernul Regatului Unit este responsabil pentru a asigura o bună guvernare a teritoriilor britanice de peste mări, reține responsabilitatea pentru apărare și relații internaționale. Din iunie 2018, Bermuda are o populație de 71,176, fiind una dintre cele mai numeroase teritorii britanice ca populație. Cele mai mari industrii ale Bermudei sunt în larg, asigurările, reasigurările, și turismul. Bermuda are una dintre cele mai mari PIB pe cap de locuitor pentru cea mai lungă durată a secolului XX.  
Climatul Bermudei este unul subtropical, în principal din cauza temperaturilor răcoroase, dar cu temperaturi de iarnă blânde. Față de alte zone subtropicale, verile sunt de asemenea blânde, în general cu temperaturi care nu se ridică mai sus de 30°C în lunile iulie și august. Climatul acesteia prezintă și trăsături oceanice asemănătoare insulelor oceanice și a coastelor vestice a continentelor din Emisfera Nordică: vânt puternic dinspre vest care aduce aer umed și cald dinspre ocean, asigurând o temperatură constantă și o umiditate ridicată. Bermuda se află în Aleea Uraganelor, din cauza cărei este predispusă la vreme severă; dar beneficiează de niște protecție din cauza unui recif de corali poziționat la nord de centură , care limitează direcția și severitatea furtunilor care se apropie.  
Orașul vechi St. George și fortificațiile aferente de pe insula Bermuda au fost înscrise în anul 2000 pe lista patrimoniului cultural mondial UNESCO.

## Etimologie
Bermuda este numită după marinarul spaniol Juan de Bermúdez, care a descoperit aceste insule în anul 1505.
O apariție veche a acestui nume în literatura engleză a fost într-o operă a lui Shakespeare „The Tempest”, o piesă inspirată din distrugerea vasului de navigare Sea Venture, deși nu localizată pe insule:
„Thou call'dst me up at midnight to fetch dew
From the still-vex'd Bermoothes”
Poezia „The Storm” de John Donne folosește aceeași idee:
„Compar'd to these stormes, death is but a qualme,
Hell somewhat lightsome, and the’Bermuda calme.”

## Istorie
Descoperire

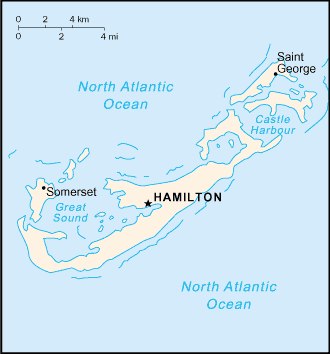
Harta insulelor Bermude

Insulele Bermude au fost descoperite în anii 1500 de către exploratorul spaniol  Juan de Bermúdez. Bermuda nu a avut o populație nativă când a fost descoperită, și de asemenea nici pe parcursul ocupării britanice, un secol mai târziu. Acest lucru a fost menționat în „Legatio Babylonica” publicată în anul 1511 de către istoricul Pedro Mártir de Anglería, și au fost incluse în diagramele spaniole în acel an. Vasele spaniole și portugheze foloseau insulele ca un loc de reaprovizionare pentru a lua apă proaspătă și carne. Se crede că marinarii portughezi sunt responsabili pentru inscripția din 1543 pe Piatra Portugheză, numită anterior Piatra Spaniolă. S-au ridicat legende de spirite și demoni, acum crezându-se că au provenit din chemările păsărilor gălăgioase (cel mai probabil Bermuda Pretel) și sunelete nocturne ale porcilor sălbatici. cu condițiile frecvente de furtuni distrugătoare și recifi periculoși, arhipelagul a devenit cunoscut sub numele de „Insula Demonilor”. Atât Spania, cât și Portugalia, nu au încercat să se stabilească în acest loc.